# المصوالة (الشعر)

تعديل مصدري - تعديل

المصوالة هي إحدى قرى عزلة الأ ملؤك بمديرية الشعر التابعة لمحافظة إب، بلغ تعداد سكانها 303 نسمة حسب تعداد اليمن لعام 2004.